# Schandelosche Broek
De Schandelosche Broek is een natuurgebied in de gemeente Venlo in Nederlands Limburg.
Het gebied wordt beheerd door Staatsbosbeheer.
In het gebied werd in rond de 17e eeuw de Schandelose Schans aangelegd.

## Geografie
Het natuurgebied ligt tussen Schandelo in het oosten, Velden en Vilgert in het westen en Hasselderheide in het noordwesten. Het gebied ligt laaggelegen en wordt doorkruist door verschillende watergangen. De belangrijkste waterloop is de Latbeek die naar het noordwesten afwatert op de Maas.

## Geologie
De laagte van de Schandelosche Broek is een oud Maasterras uit het Allerød-interstadiaal. Ten westen daarvan ligt het dorp Velden op Maasduinen en Schandelo op een hoger Maasterras.